# Marco Venegas
Marco Antonio Venegas Astudillo, född 22 september 1962 i Santiago de Chile i Chile, är en svensk politiker (miljöpartist), som var ordinarie riksdagsledamot 2014–2018, invald för Södermanlands läns valkrets.

## Biografi
Venegas föddes i Chile och kom till Sverige som flykting 1985. Till yrket är han socionom och har bland annat varit biståndsarbetare i El Salvador.
Han är sedan tidigare kommunpolitiker i Nyköping och lyckades ta sig till Sveriges riksdag genom personkryss. I riksdagen var han ledamot i arbetsmarknadsutskottet (2014–2018) och suppleant i socialförsäkringsutskottet.